# Basketligan 1996/1997
Basketligan 1996/1997

## Grundserie

### A1
| Plats | Lag              | Spelade | Vinster | Förluster | Poäng     | +/-  | Poäng |
| ----- | ---------------- | ------- | ------- | --------- | --------- | ---- | ----- |
| 1     | Plannja Basket   | 32      | 25      | 7         | 2725-2452 | +273 | 50    |
| 2     | Solna Vikings    | 32      | 21      | 11        | 2884-2773 | +111 | 42    |
| 3     | Södertälje Kings | 32      | 20      | 12        | 2690-2544 | +146 | 40    |
| 4     | Fyrishov Gators  | 32      | 17      | 15        | 2745-2770 | -25  | 34    |
| 5     | Skåne BBK        | 32      | 12      | 20        | 2691-2844 | -153 | 24    |
| 6     | New Wave Sharks  | 32      | 8       | 24        | 2600-2743 | -143 | 16    |

### A2
| Plats | Lag                       | Spelade | Vinster | Förluster | Poäng     | +/-  | Poäng |
| ----- | ------------------------- | ------- | ------- | --------- | --------- | ---- | ----- |
| 1     | 08 Stockholm Human Rights | 32      | 22      | 10        | 2759-2618 | +141 | 44    |
| 2     | M7 Borås                  | 32      | 18      | 14        | 2772-2735 | +37  | 36    |
| 3     | Jämtland Ambassadors      | 32      | 16      | 16        | 2893-2905 | -12  | 32    |
| 4     | Sundsvall Dragons         | 32      | 15      | 17        | 2584-2568 | +16  | 30    |
| 5     | Norrköping Dolphins       | 32      | 13      | 19        | 2779-2789 | -10  | 26    |
| 6     | Kvarnby Evergreens        | 32      | 5       | 27        | 2757-3138 | -381 | 10    |

## Slutspel

### Åttondelsfinaler
| Datum                                          | Match               | Resultat |
| ---------------------------------------------- | ------------------- | -------- |
| New Wave Sharks - Jämtland Ambassadors (0 - 2) |                     |          |
| 1997                                           | New Wave - Jämtland | 73 - 98  |
| 1997                                           | Jämtland - New Wave | 79 - 74  |
| Skåne BBK - Sundsvall Dragons (1 - 2)          |                     |          |
| 1997                                           | Skåne - Sundsvall   | 99 - 82  |
| 1997                                           | Sundsvall - Skåne   | 88 - 77  |
| 1997                                           | Skåne - Sundsvall   | 79 - 82  |

### Kvartsfinaler
| Datum                                               | Match                   | Resultat |
| --------------------------------------------------- | ----------------------- | -------- |
| Plannja Basket - Jämtland Ambassadors (3 - 1)       |                         |          |
| 1997                                                | Plannja - Jämtland      | 99 - 76  |
| 1997                                                | Jämtland - Plannja      | 92 - 86  |
| 1997                                                | Plannja - Jämtland      | 97 - 65  |
| 1997                                                | Jämtland - Plannja      | 91 - 115 |
| Fyrishov Gators - 08 Stockholm Human Rights (0 - 3) |                         |          |
| 1997                                                | Fyrishov - 08 Stockholm | 75 - 91  |
| 1997                                                | 08 Stockholm - Fyrishov | 88 - 80  |
| 1997                                                | Fyrishov - 08 Stockholm | 92 - 115 |
| Södertälje Kings - M7 Borås (0 - 3)                 |                         |          |
| 1997                                                | Södertälje - M7         | 80 - 87  |
| 1997                                                | M7 - Södertälje         | 67 - 58  |
| 1997                                                | Södertälje - M7         | 82 - 93  |
| Solna Vikings - Sundsvall Dragons (3 - 2)           |                         |          |
| 1997                                                | Solna - Sundsvall       | 80 - 79  |
| 1997                                                | Sundsvall - Solna       | 71 - 60  |
| 1997                                                | Solna - Sundsvall       | 71 - 60  |
| 1997                                                | Sundsvall - Solna       | 92 - 75  |
| 1999                                                | Solna - Sundsvall       | 92 - 80  |

### Semifinaler
| Datum                                              | Match                  | Resultat              |
| -------------------------------------------------- | ---------------------- | --------------------- |
| Plannja Basket - 08 Stockholm Human Rights (3 - 2) |                        |                       |
| 1997                                               | Plannja - 08 Stockholm | 100 - 82              |
| 1997                                               | 08 Stockholm - Plannja | 87 - 85               |
| 1997                                               | Plannja - 08 Stockholm | 78 - 62               |
| 1997                                               | 08 Stockholm - Plannja | 93 - 87               |
| 1997                                               | Plannja - 08 Stockholm | 99 - 97 e.förlängning |
| Solna Vikings - M7 Borås (2 - 3)                   |                        |                       |
| 1997                                               | Solna - M7             | 95 - 79               |
| 1997                                               | M7 - Solna             | 85 - 61               |
| 1997                                               | Solna - M7             | 73 - 82               |
| 1997                                               | M7 - Solna             | 63 - 65               |
| 1997                                               | Solna - M7             | 74 - 89               |

### Final
| Datum                             | Match        | Resultat |
| --------------------------------- | ------------ | -------- |
| Plannja Basket - M7 Borås (3 - 1) |              |          |
| 9 april 1997                      | Plannja - M7 | 81 - 59  |
| 11 april 1997                     | M7 - Plannja | 92 - 75  |
| 13 april 1997                     | Plannja - M7 | 97 - 77  |
| 16 april 1997                     | M7 - Plannja | 75 - 95  |

## Svenska mästarna
- Plannja Basket